# 佟濬
佟濬（？—？），漢軍正藍旗人。清朝官員。
乾隆二年（1737年）丁巳恩科進士。乾隆九年（1744年）任山西解州直隸州安邑縣知縣。平日纵容家丁衙役，勒索百姓。乾隆十二年（1747年），當地人民聚眾數百人，毁牌坊、烧城门，且劫犯人、揪打主官。五月，朝廷命将佟濬从重议结，革职交刑部治罪。
其母赵夫人能诗。